# Jackson Odell
Jackson Odell (Colorado, 2 de julho de 1997 – Los Angeles, 8 de junho de 2018) foi um ator norte-americano que ganhou destaque na televisão em A Goldbergs, Modern Family, e iCarly.

## Morte
Jackson foi encontrado morto em 8 de junho de 2018. Jackson morreu por uma overdose de drogas.

## Filmografia
- Astrid clover (2016) - Millennial 6
- The Goldbergs (2013-2015) - Ari Caldwell
- The Fosters (2014) -  Kyle
- Paulie (2013) - Jeff
- Jessie (2013) - Gale
- Arrested Development (2013) -Skateboarder
- Modern Family (2010-2012) - Ted Durkas
- ICarly (2012) - Gumbo
- I Have Friends (2011-2012) - Amigo 3
- Judy Moody em Férias Incríveis (2011) - Zake
- Jefferson (2010) - Sherman
- Quest (2010) - Tom
- Masterpieces (2010) - Sam
- Healing Hands (2010) - Ethan
- State of the Union address|State of the Union (2010) - Kurt
- Babysitters Beware (2009) - Participação especial
- Uma Banda Lá Em Casa (2009)
- Private Practice (2009) - Max